# 三菱Triton
三菱Triton（日语：三菱・トライトン）又稱為三菱L200，是1978年起由日本三菱汽車開發製造的中型皮卡貨車。

## 概要
該車款在個別市場使用不同的名稱，第一代在日本稱作三菱Forte、第二代為三菱Strada。三菱位於北美洲市場的長期合作夥伴克萊斯勒以專屬進口（（英文）Captive import）的方式更換廠徽銘牌成道奇D50（1981年改稱道奇Ram 50）、普利茅斯Arrow Truck等；三菱汽車自身也以三菱Mighty Max之名引進美國。南非市場使用的是三菱Rodeo與三菱Colt，1999年引進葡萄牙時叫做三菱Strakar，為「Strada」及「Dakar」的混成詞；其餘還有三菱Storm、三菱Magnum等車名。2016年飛雅特汽車的商用車品牌飛雅特專業推出換牌的飛雅特Fullback，公羊貨車也換牌成Ram 1200銷往中東市場。
關於車名「Triton」來自希臘神話的神祇特里頓，為海王波塞頓和海后安菲特里忒的兒子。

## 歷史

### 第一代L021P/LO25/L026系（1978年-1986年）
詳情請參照三菱Forte。
1978年 - 9月1日正式在日本上市，除了三菱Galant Σ的車頭整體設計之外，前門、1.6L直列四缸SOHC 4G32型引擎、變速箱等主要元件皆有流用，並以非承載式車身（梯形車架）為底。由於該車款主要針對北美洲市場開發，同年10月起開始外銷。為了因應不同國家地區的消費使用習慣，外銷版使用的動力心臟計有2.0L直列四缸SOHC 4G52型、2.6L直列四缸SOHC 4G54型等，甚至還有2.3L直列四缸SOHC 4D55型渦輪增壓柴油引擎。
1979年 - 彼時三菱與克萊斯勒汽車具有合作關係，於是克萊斯勒汽車從4月起進口換牌的「克萊斯勒D50」至澳洲市場，美規版則稱作「道奇D50」、「普利茅斯Arrow Truck」。同年11月1日於第23屆東京車展公開「Pajero II」概念車，這是以三菱Forte 4WD車之底盤加上FRP車身，卻沒有引擎的模型車。
1980年 - 3月克萊斯勒D50更名為「克萊斯勒L200 Express」。10月日本實施小改款，改成1.6L直列四缸SOHC G32B型引擎搭配後輪驅動，或者2.0L直列四缸SOHC G63B型引擎搭配四輪驅動的設定。
1981年 - 美規版「道奇D50」改稱「道奇Ram 50」。
1982年 - 原廠自本年度開始自行進口至美國市場販售，車名稱為「三菱Mighty Max」，普利茅斯Arrow Truck已不復存在。10月三菱Delica Star Wagon追加4WD車型，這是以三菱Forte的底盤平台和三菱Delica的車身組合而成。由於安裝大輪徑的輪胎，最低地上高度也隨之增高。
1983年 - 道奇Ram 50小改款，改為四個方形頭燈，三菱Mighty Max則是二個，其餘國家地區的進口商可自行選擇二或四個方形頭燈。
1984年 - 12月日本再度實施小改款，頭燈從圓形改成方形。
1986年 - 日本國內市場停產，後繼車款為三菱Strada。

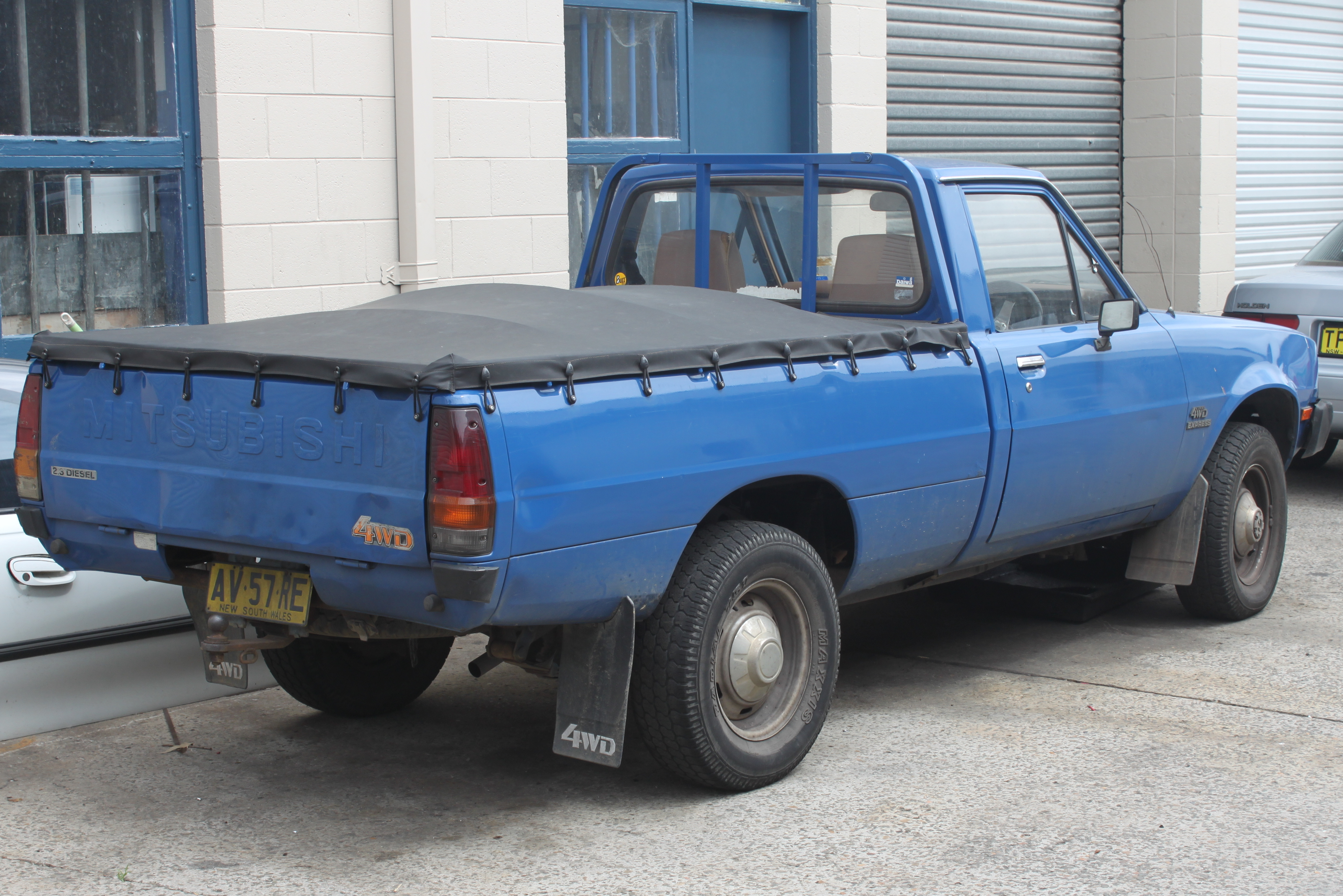
三菱L200 Express車尾，攝於澳洲
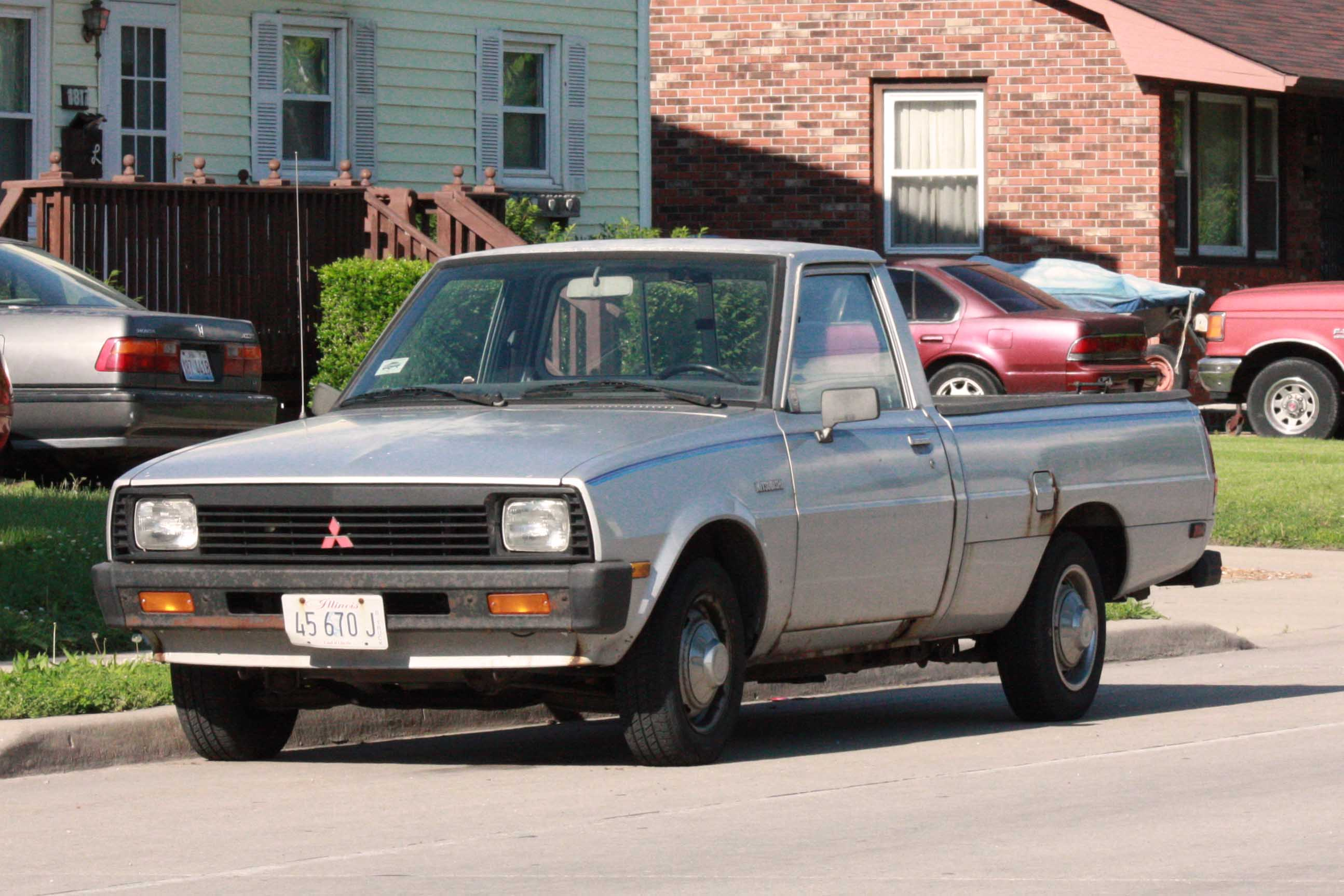
三菱Mighty Max車頭
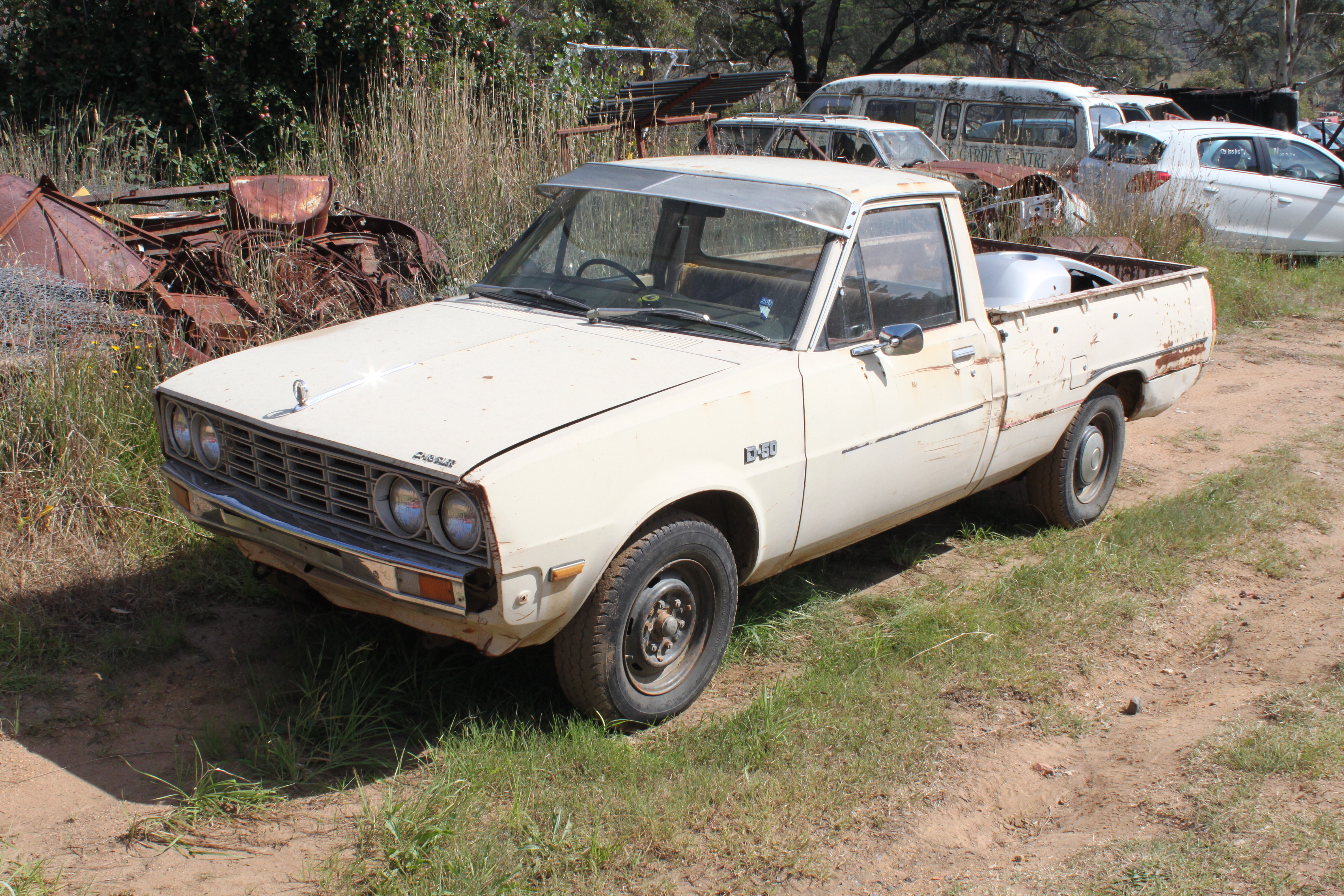
克萊斯勒D50車頭

### 第二代K00/K10/K20/K30系（1986年-1997年）
詳情請參照三菱Strada#第一代K34T型（1986年-1997年）。
1986年 - 正式在北美洲市場以三菱Mighty Max之名問世，動力來源可選擇2.0L直列四缸SOHC G63B型或者2.6L直列四缸SOHC 4G54型引擎，配合四速自排變速箱，車型則有單廂二門二人座或雙廂四門五人座之選擇。
1987年 - 縱使道奇汽車推出道奇Dakota，但更換廠徽銘牌的道奇Ram 50亦於同年度上市，並持續銷售了七年。或許是前者屬於中型車，而後者屬於緊湊型車，車身尺寸和價格差異使得道奇Ram 50保有其利基市場。
1991年 - 眼見日本車壇掀起RV風潮，三菱汽車決定於5月發售三菱Strada。引進的版本是雙廂四門五人座的4WD車型，頂級「R」車型具備擋泥板、大型車頭不銹鋼防撞保桿、傾斜計、内外溫度計、4具100W揚聲器、255/70R15輪胎等。後車斗之最大裝載量為500公斤，另可加價選購後車斗遮雨簾。動力心臟為日規版獨有的2.5L直列四缸SOHC 4D56型渦輪增壓柴油引擎，可輸出最大馬力85hp。
1993年 - 10月實施小改款，變更進氣壩、前保桿、車門後視鏡的造型設計，內裝飾板也改變設計。為了因應新的汽車廢氣排放標準，重新調校柴油引擎，並新增ABS防鎖死煞車系統。
1994年 - 8月日本推出「Black Edition」特仕車。
1999年 - 三菱汽車授權給巴西HPE Automotores製造第二代L200（同時第一代L200仍作為基本入門款在市場上銷售），直到2007年停產。

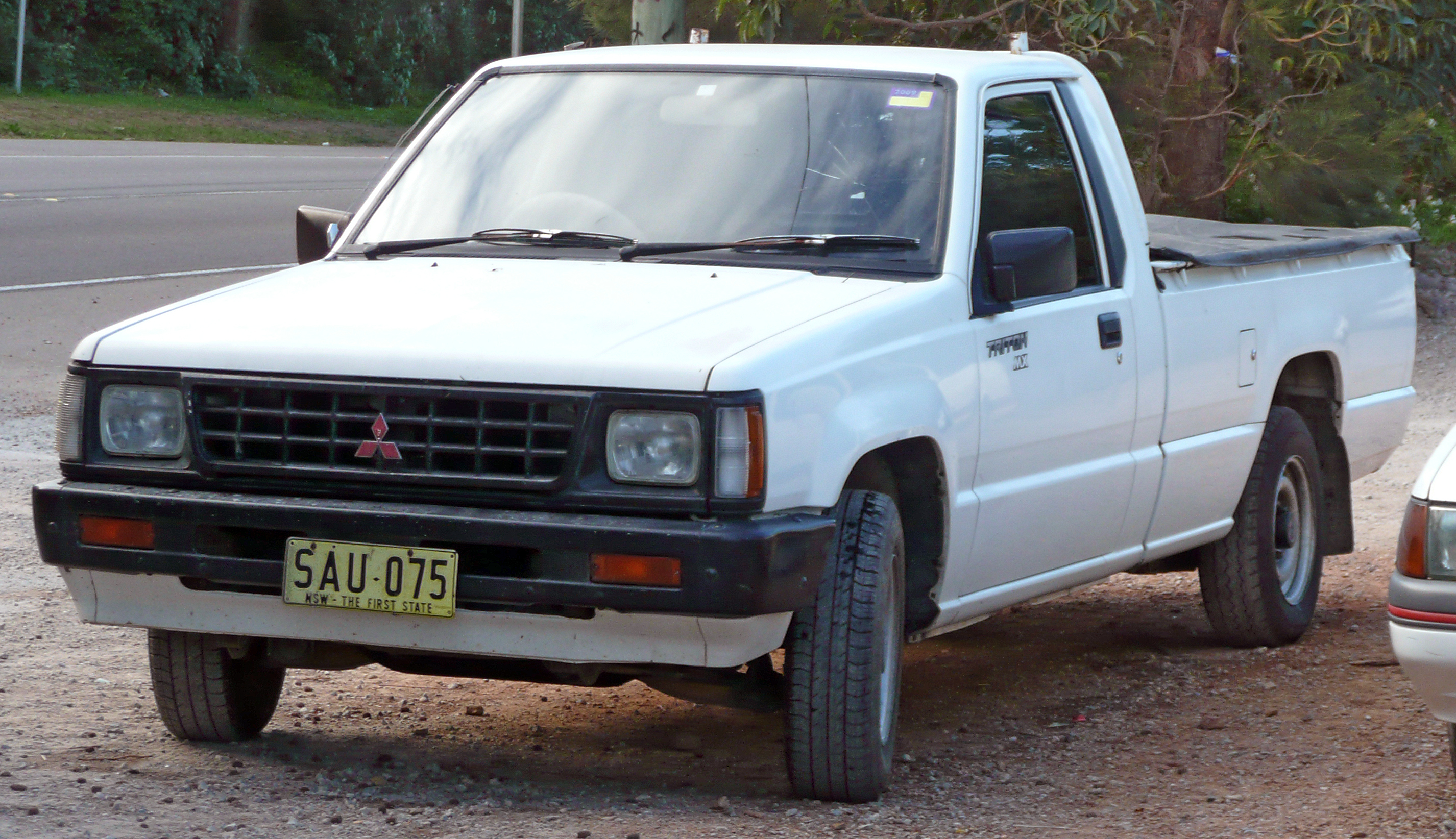
澳規版三菱Triton
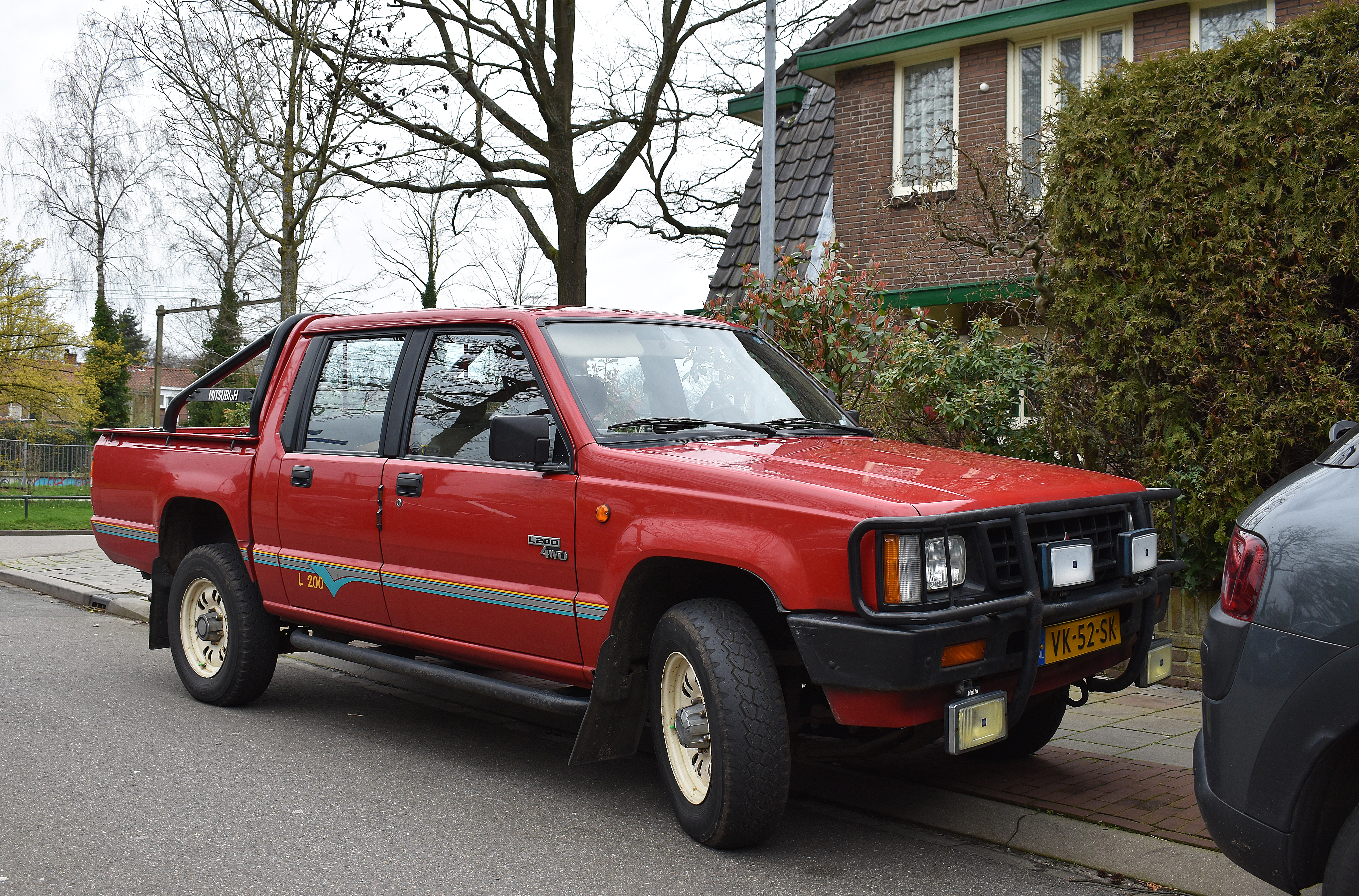
歐規版雙廂四門五人座車頭
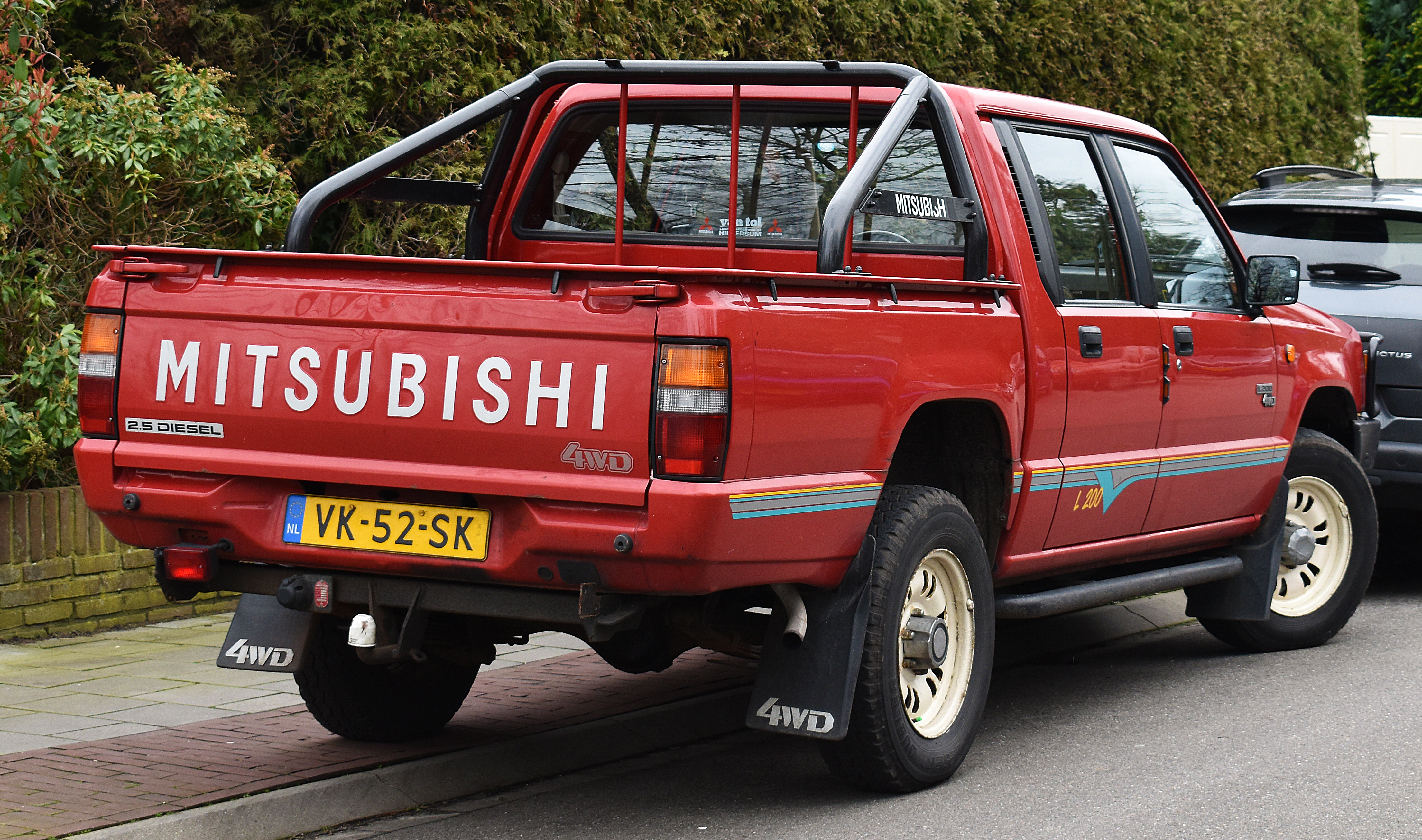
歐規版雙廂四門五人座車尾

### 第三代K50/K60/K70系（1996年-2008年）
詳情請參照三菱Strada#第二代K74T型（1996年-2008年）。
1996年 - 專門銷售海外的三菱Triton/L200發表第三代大改款，由位於泰國春武里府林查班的泰國三菱製造組裝，動力可選2.5L直列四缸SOHC 4D56型渦輪增壓柴油引擎或者3.0L V型六缸SOHC 6G72型汽油引擎，上一代使用的2.6L直列四缸SOHC 4G54型改以馬力更大的2.4L直列四缸SOHC 4G64型引擎取代。
1997年 - 6月2日泰國製造的第二代Strada正式引進日本市場，採雙廂4WD、四速自排或五速手排之設定，2.5L直列四缸SOHC 4D56型渦輪增壓柴油引擎可輸出最大馬力105ps / 4,300rpm、最大扭力24.5kg・m / 2,000rpm。另外推出「Desert Cruiser」越野特仕車，以紫銀雙色車身的「R」車型為基底，加裝由Work K製造、三菱汽車技術服務（現已改名三菱汽車物流技術）安裝的配件，包含車身雙側與尾門貼紙、四顆霧燈與防護桿、晴雨窗、大型擋泥板、電動天窗、四顆工作燈與防滾護桿、16吋輪胎鋁圈組等。
1998年 - 9月日本市場實施小改款，更換保桿與進氣壩造型，車身塗裝變成雙色調，車室內變更轉向裝置與座椅質料，降低引擎進氣音，追加助手席安全氣囊等。
1999年 - 日本市場停售該車款。
2001年 - 第二度實施小改款，頭燈改成圓形。
2004年 - 巴西HPE Automotores將第三代L200正式國產化，直到2012年才停產。
2008年 - 印尼與南非市場停止販售。
2009年 - 巴西HPE Automotores於3月27日推出限量的「L200 Savana 15 Years」特仕車，搭載2.5L直列四缸SOHC 4D56型渦輪增壓柴油引擎，具備「Easy Select 4WD」分時四驅系統可讓駕駛人選擇切換「Hi」和「Low」兩種四輪驅動模式，另外標配具有4.8英吋螢幕的GeoSat 6衛星導航系統。

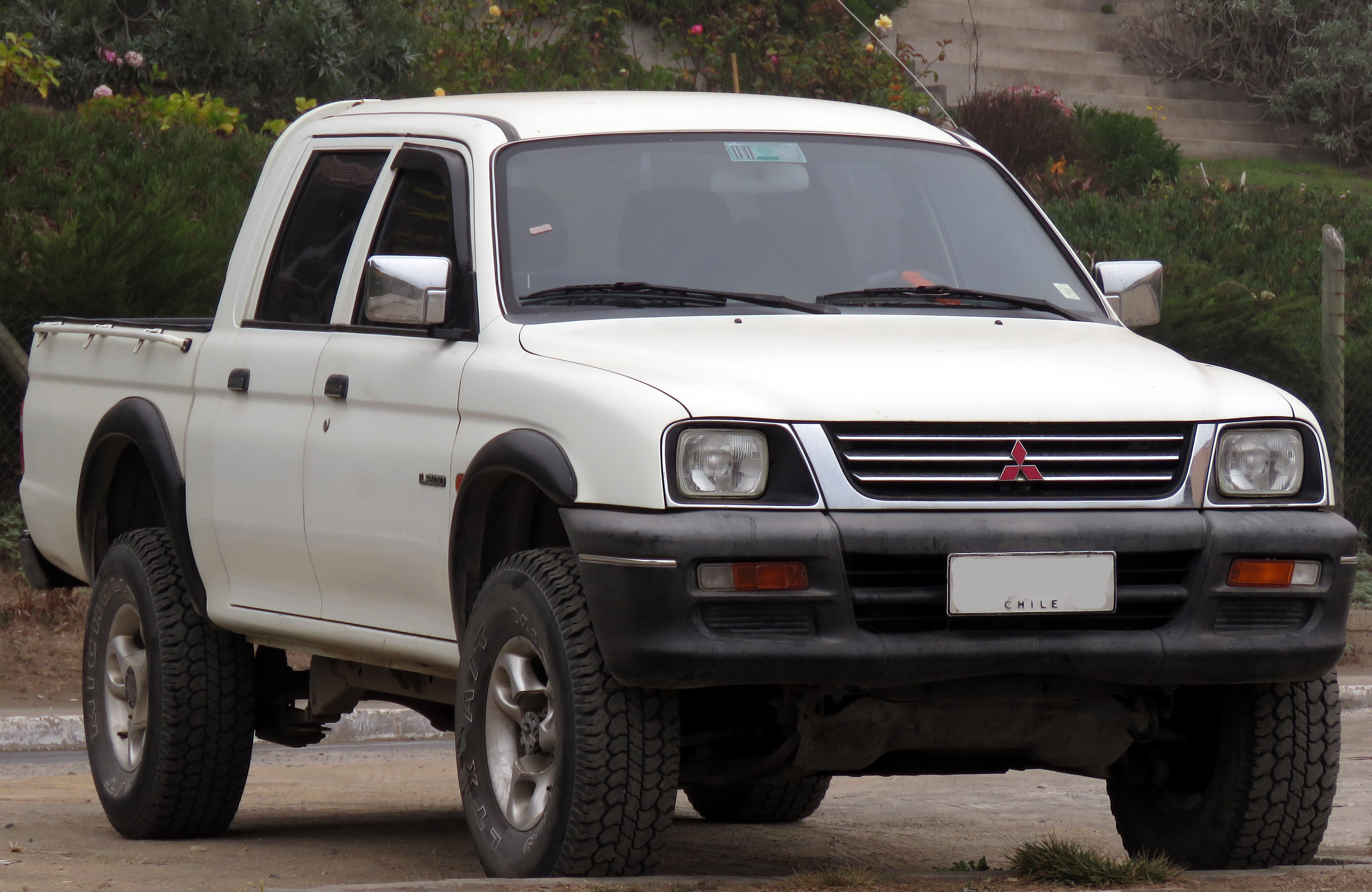
前期型車頭
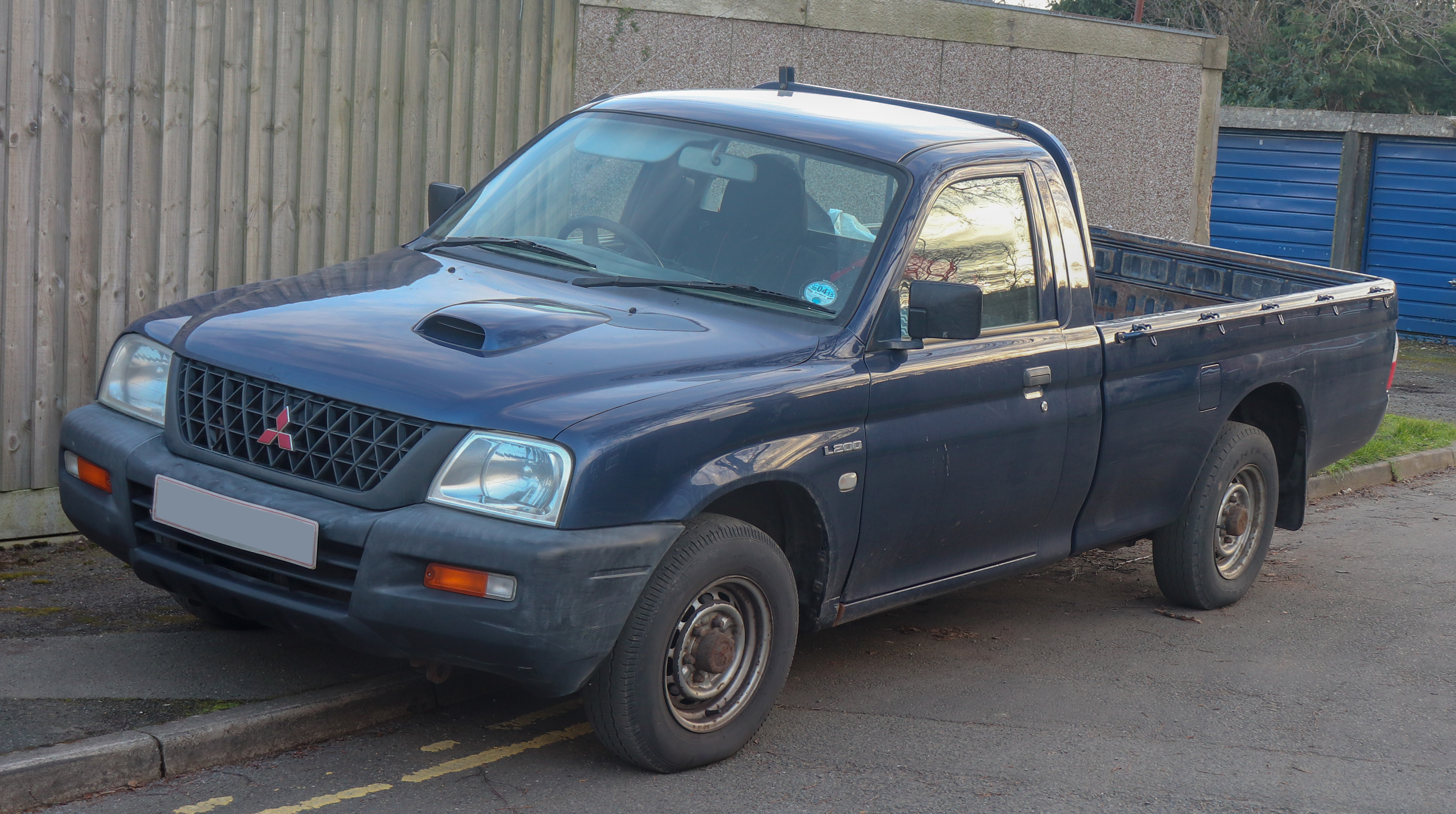
中期型車頭
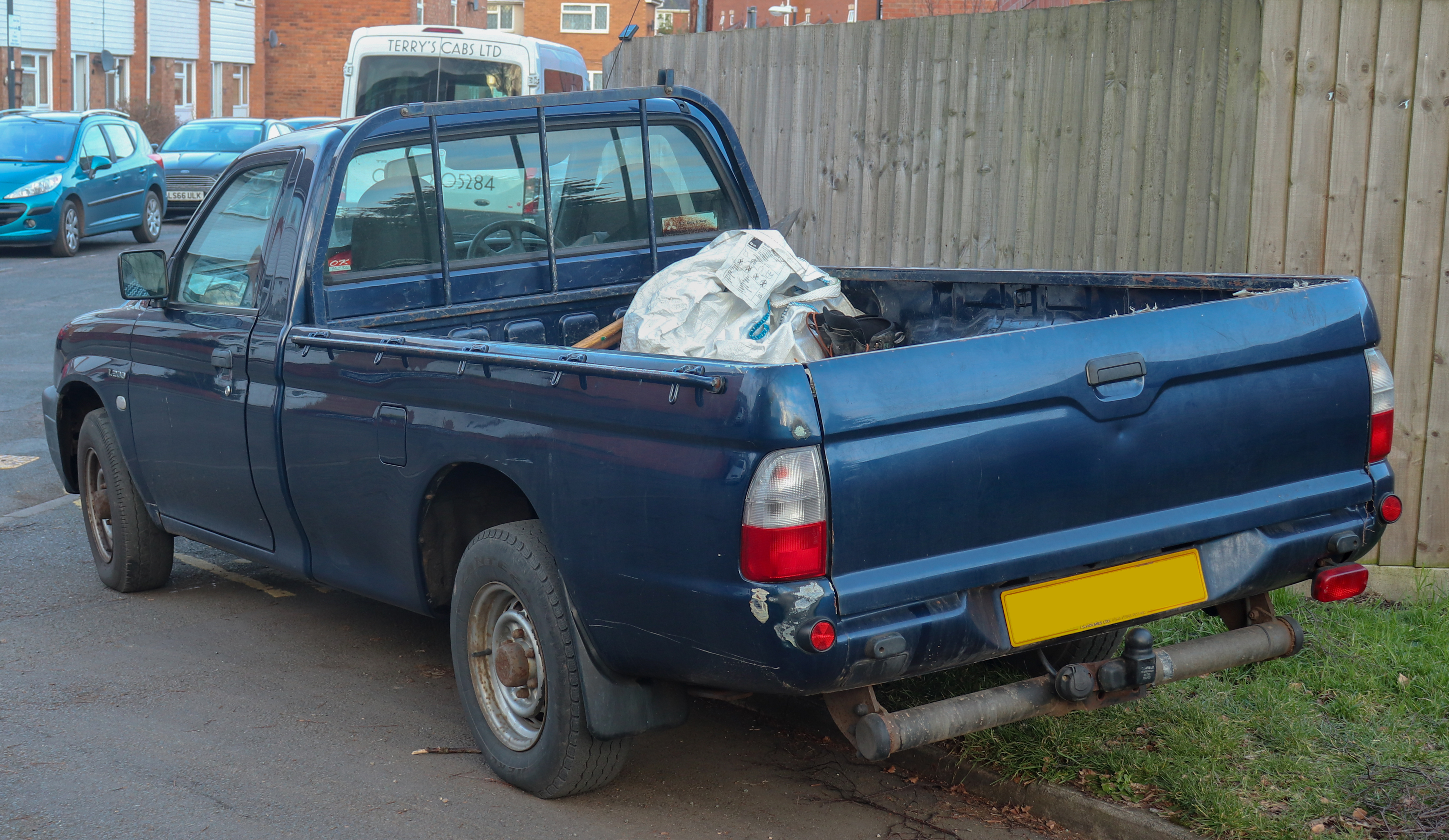
中期型車尾
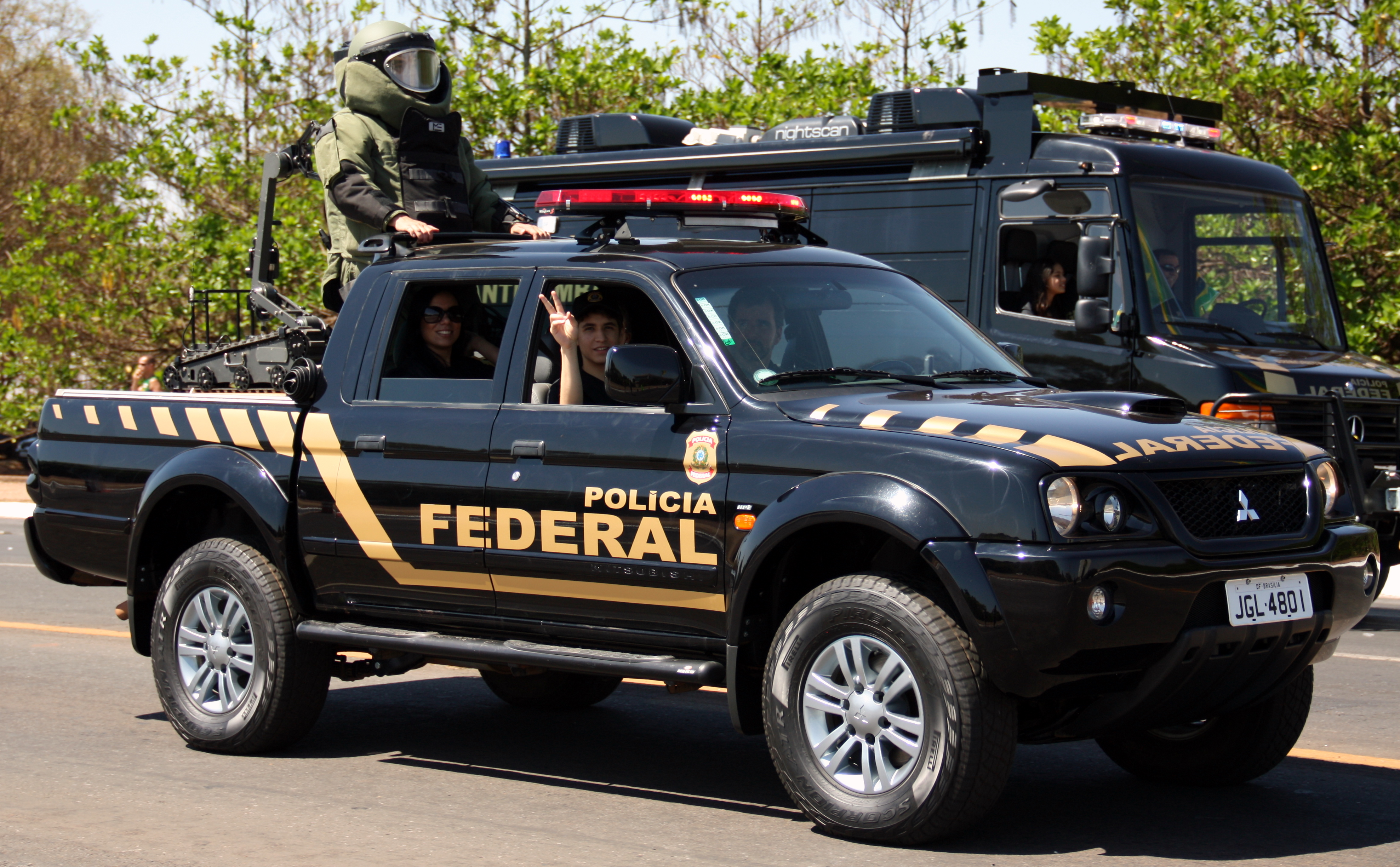
後期型車頭

### 第四代KA/KB系（2005年-2015年）
2005年 - 8月25日大改款的第四代Triton正式在泰國問世，與此同時陸續在歐洲、澳大利亞、南美洲等地登場。動力心臟採用2.5L直列四缸SOHC 4D56型及3.2L直列四缸DOHC 4M41型柴油渦輪增壓引擎，前者之最大馬力為90hp / 4,000rpm、峰值扭力為19.9kg·m / 2,000rpm；後者之最大馬力為165hp / 4,000rpm、扭力峰值35.8kg·m / 2,000rpm。四驅版的加力箱採用與五十鈴汽車、日產汽車共同研發的電子式加力箱。
2006年 - 泰國三菱製造組裝的的第四代Triton正式導入日本市場，採取3.5L V型六缸SOHC 6G74型引擎、四速自排變速箱、雙廂五人座、黑銀藍三種車色、四輪驅動之設定，初期規劃引進300輛。
2009年 - 8月泰國三菱實施小改款，車頭換上全新設計的頭燈、水箱罩、前後保桿等，內裝方面高階車型具備深淺雙色配置。車身提供單廂、單廂半與雙廂等三種設定，後車斗則有標準貨床、加長貨床與底盤車等三種設定。在動力方面，2.5L直列四缸SOHC 4D56型渦輪增壓引擎之標準版最大馬力為90hp / 4,000rpm、峰值扭力為19.9kg·m / 2,000rpm，節能環保的DI-D版最大馬力為116hp / 4,000rpm、峰值扭力為19.9kg·m / 2,000rpm。同時新增高輸出的Hyper DI版，最大馬力提升至140hp / 4,000rpm，峰值扭力更達到32.7kg·m / 2,000rpm的境界。至於3.2L直列四缸DOHC 4M41型柴油渦輪增壓引擎之最大馬力為165hp / 4,000rpm、扭力峰值35.8kg·m / 2,000rpm，不論2.5L或3.2L均提供五速手排或R4AW4型四速自排變速箱。
2010年 - 4月22日日本市場實行小改款，外觀上車頭保桿、16英吋輪圈、車側踏板等皆改變設計，擋泥板改成與車身同色，方向燈改為透明燈殼，新增棕色塗裝以替代雲母藍色。內裝方面追加扶手蓋，變更座椅椅面材質，機械結構方面採用電子控制式節氣門，並新設巡航定速功能。
2011年 - 8月日本市場停止販售，莫約5年的產品生命周期中僅出售約1,800輛。

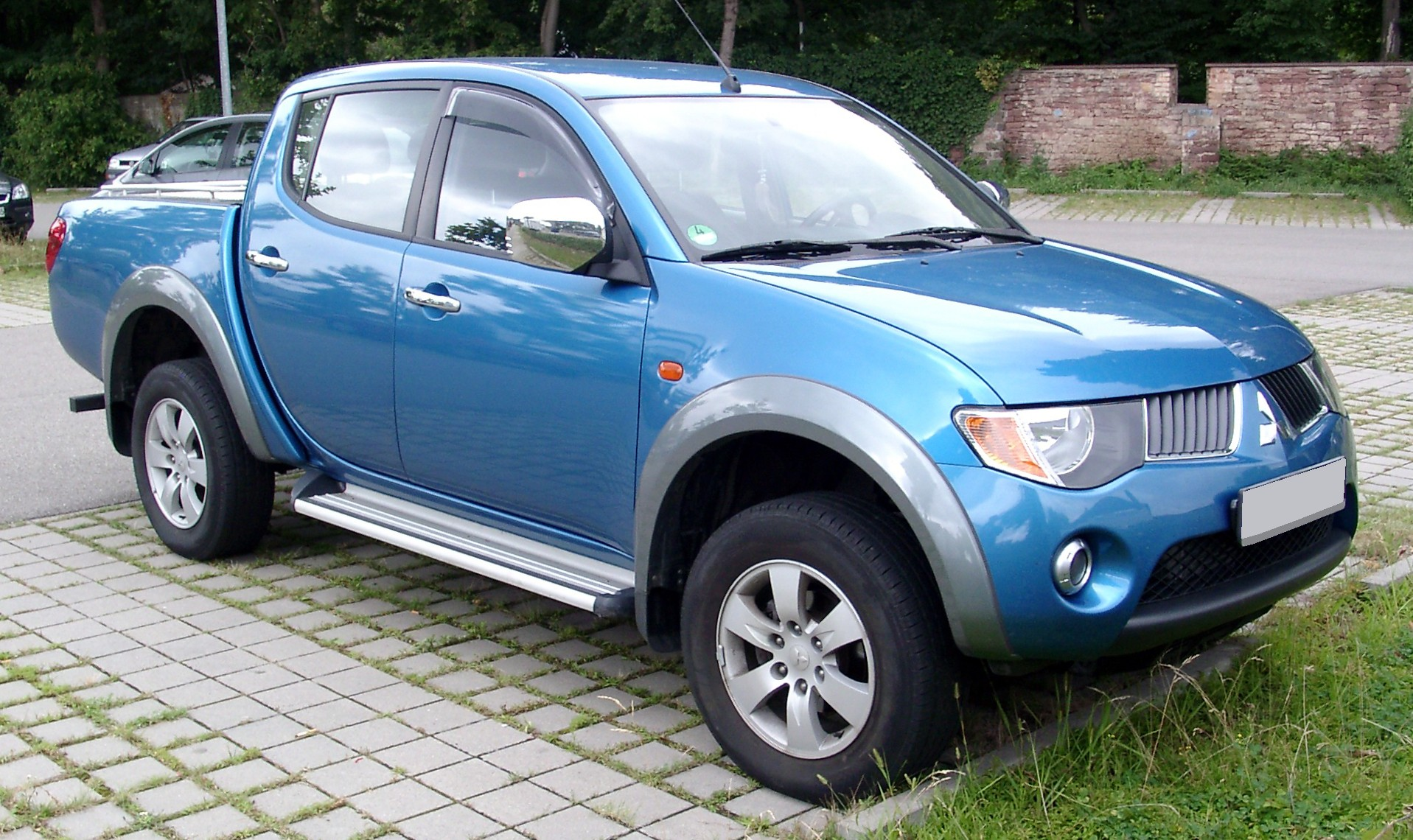
歐規版前期型車頭
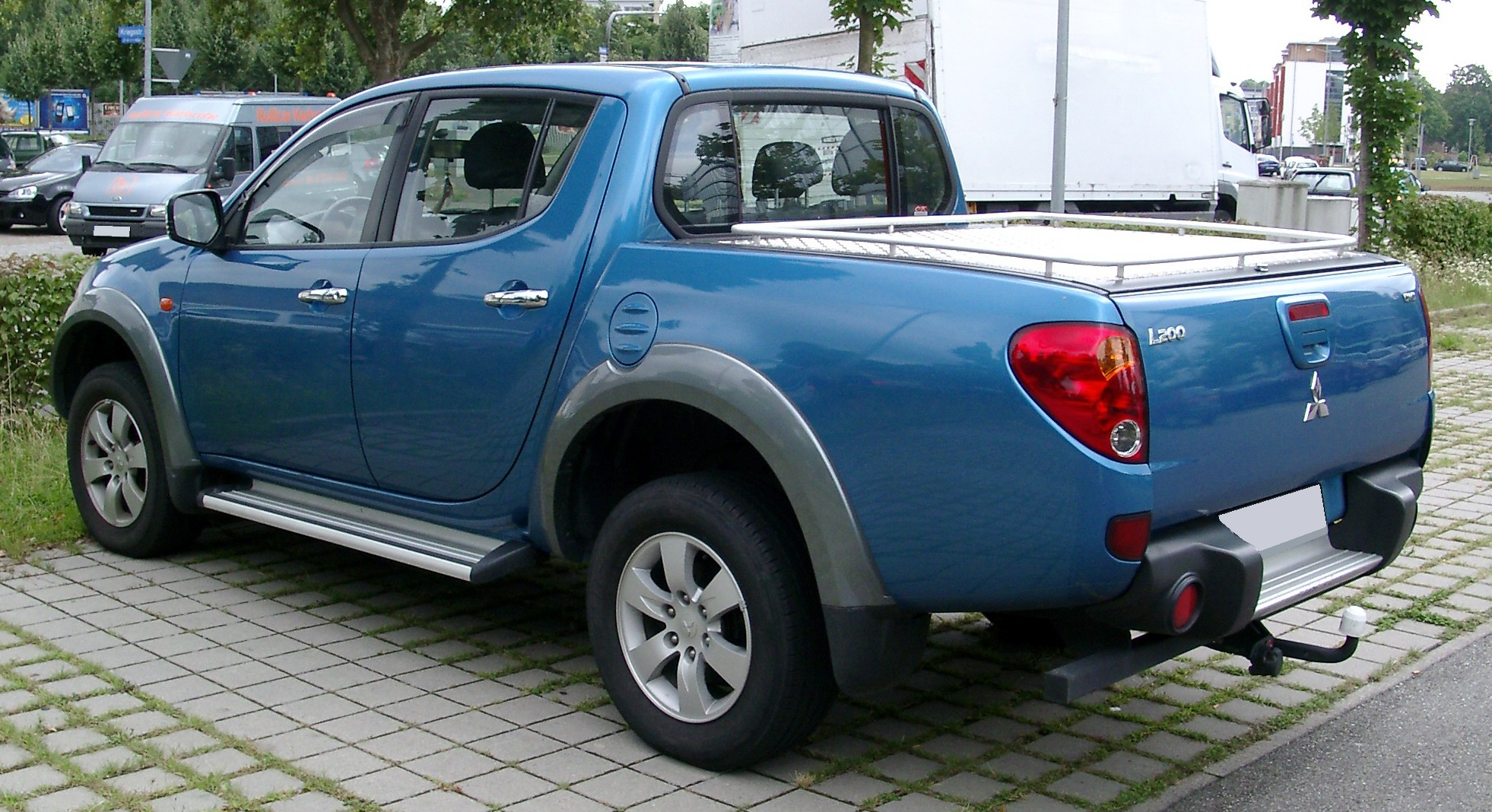
歐規版前期型車尾
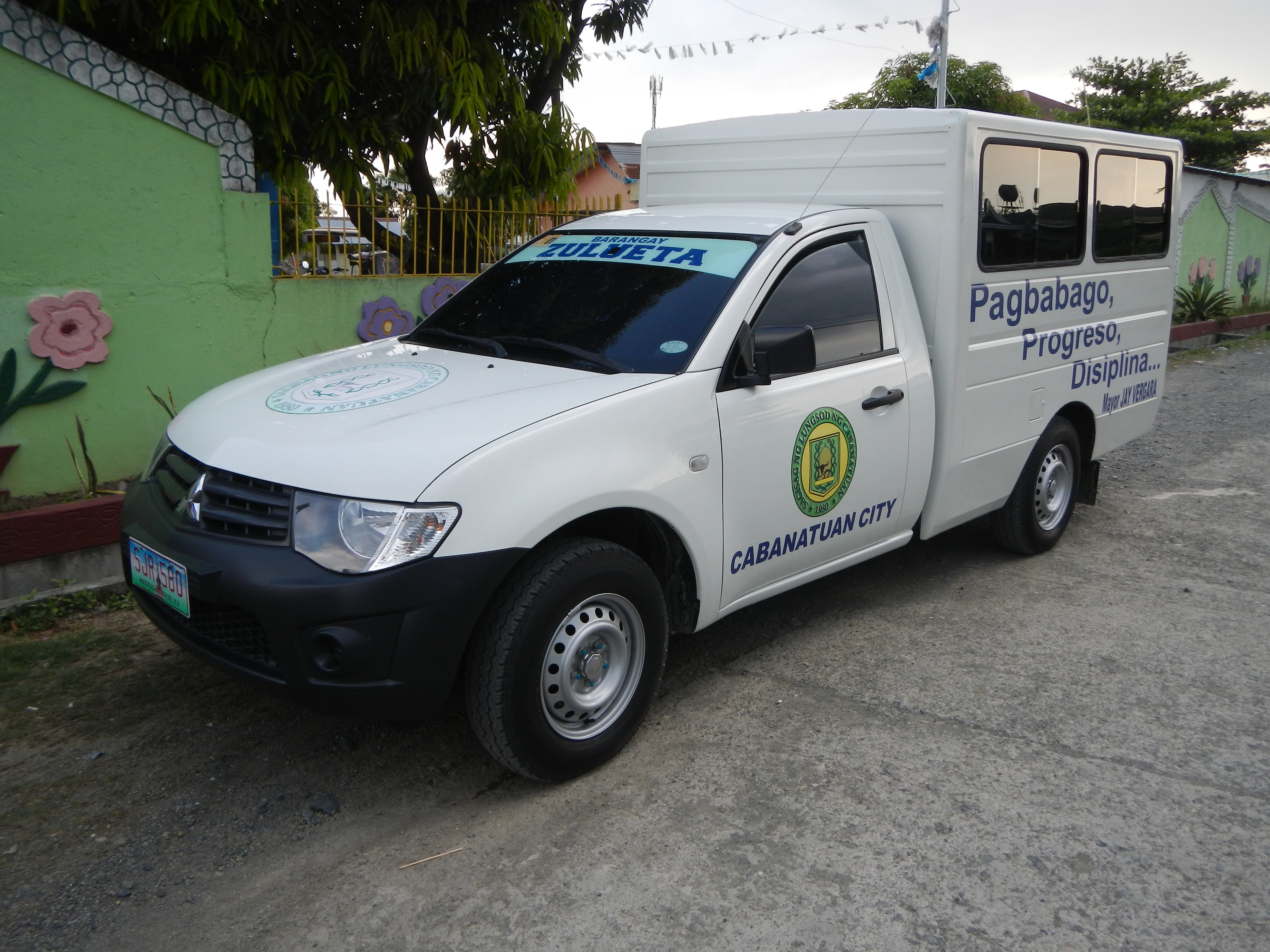
後期型車頭
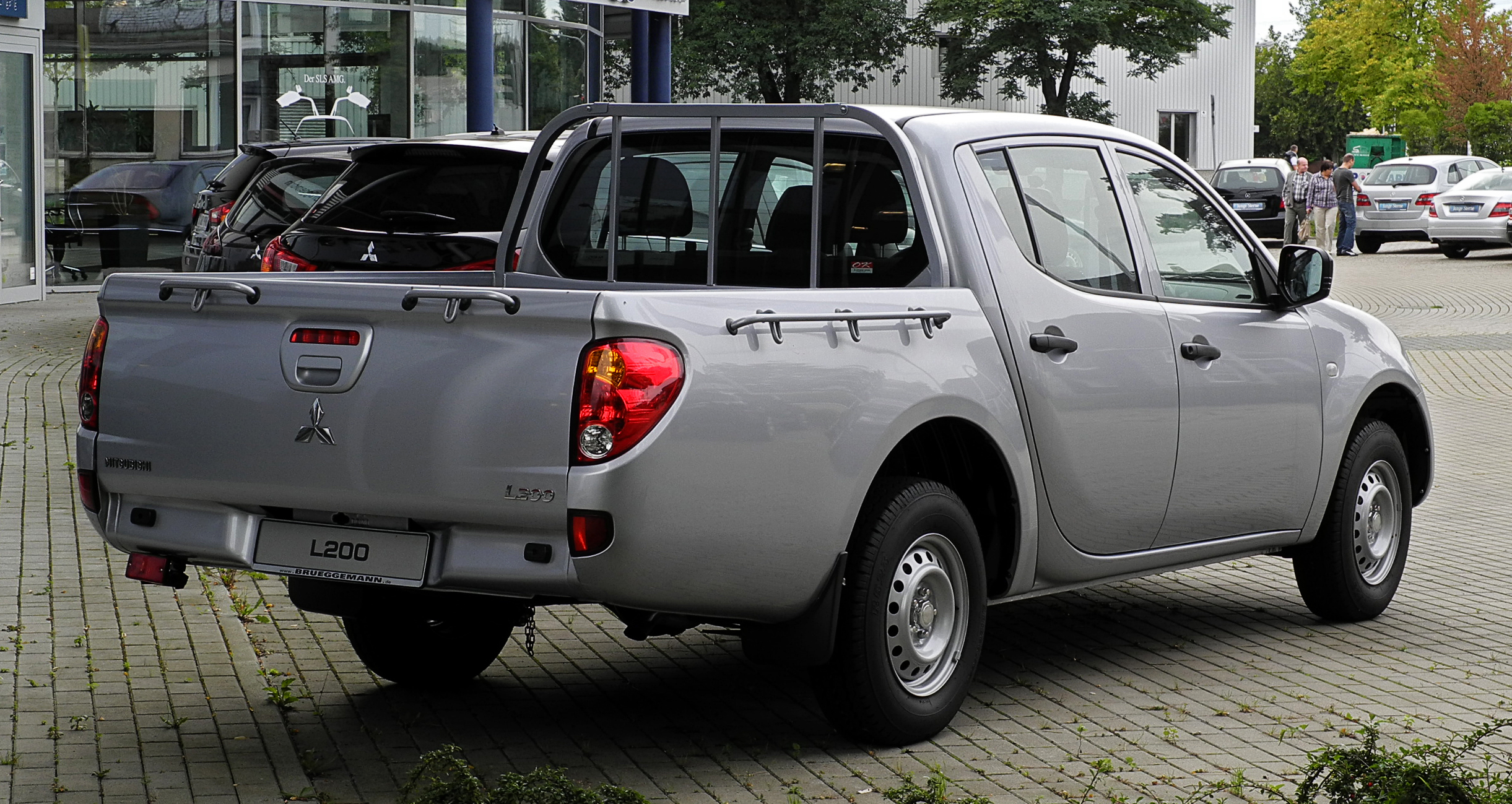
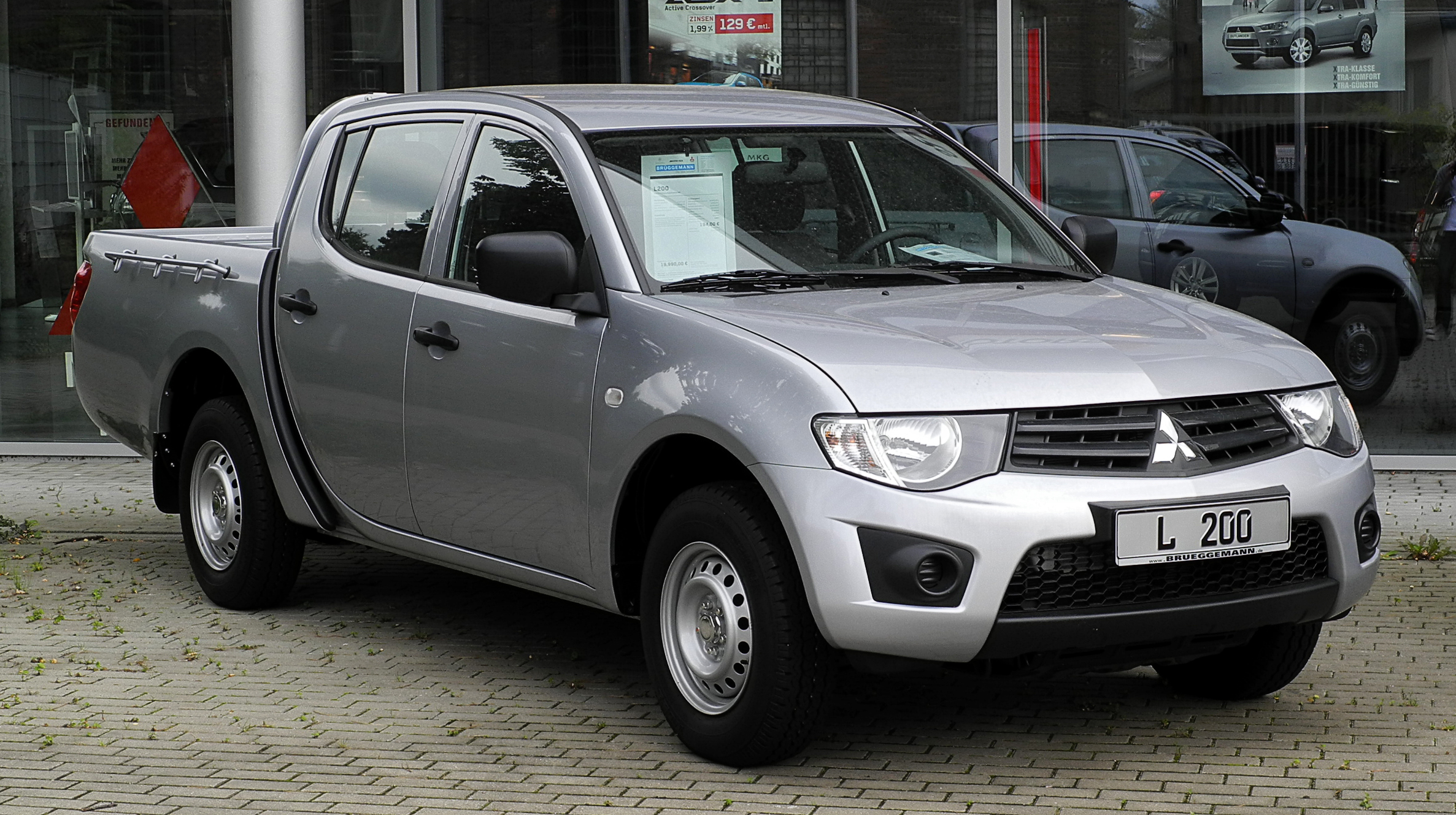

### 第五代KJ/KK/KL系（2014年-2023年）
2013年 - 3月開幕的日內瓦汽車展上，三菱汽車公開一款名為「GR-HEV」的運動化皮卡概念車，採用前置引擎、後輪驅動搭配柴油混合動力引擎，以及第二代超選四輪驅動系統。
2014年 - 11月18日泰國三菱正式發表大改款的第五代Triton/L200，擷取許多「GR-HEV」概念車的設計理念，將內嵌LED日行燈整合在頭燈組內，車尾部分則是修飾得較為圓潤。內裝方面以黑色為基調，具備三幅式方向盤、皮質座椅、七吋液晶顯示幕等。動力心臟則有2.4L直列四缸SOHC 4G64型汽油引擎、2.4L直列四缸DOHC MIVEC 4N15型及2.5L直列四缸SOHC 4D56型渦輪增壓柴油引擎等三種，最大動力分別為128hp / 19.7kg·m、178hp / 40.8kg·m、128hp / 24.4kg·m，搭配五/六速手排或五速自排變速箱。而2.5L柴油引擎另有高輸出的VGT可變幾何渦輪增壓版本，最大馬力為181hp / 43.8kg·m；四輪驅動系統可選擇第二代超選四輪驅動或Easy Select 4WD。
2016年 - 5月馬來西亞市場推出「Knight」特仕車，具有重新設計的水箱護罩、前後保桿、車頭防刮下護板、17吋胎圈及專屬的封閉式貨艙蓋和車斗防滾架，另外車頭、尾門和椅背皆印有「Knight」字樣。
自6月起泰國三菱以更換廠徽銘牌的方式替飛雅特汽車生產製造飛雅特Fullback，外銷至歐洲、中東及非洲市場。內裝上幾乎與三菱L200如出一轍，僅在水箱罩進行比較明顯的修正。歐洲市場使用2.4L直列四缸DOHC MIVEC 4N15型渦輪增壓柴油引擎，中東與非洲市場則有2.4L直列四缸SOHC 4G64型汽油引擎及2.5L直列四缸SOHC 4D56型渦輪增壓柴油引擎等二種選擇。
同年10月阿拉伯聯合大公國率先開賣更換廠徽銘牌的Ram 1200，後來逐步銷售至其他中東國家。除了廠徽有所不同，並針對車頭水箱罩及前保桿更換新樣式，可選擇單廂或雙廂駕駛室的車型，動力方面則提供2.4L直列四缸SOHC 4G64型汽油引擎或2.5L直列四缸SOHC 4D56型渦輪增壓柴油引擎，搭配五速/六速手排或五速自排變速箱，採用4WD的設定。
2017年 - 2月澳洲三菱推出運動化版的「GLX」車型，以黑色的水箱護罩、輪拱與輪圈、前後金屬保險桿、車斗防滾架、車尾拖車鉤等搭配白色、鈦灰色或黑色車身，搭載2.4L直列四缸DOHC MIVEC 4N15型渦輪增壓柴油引擎，匹配六速手排或五速自排變速系統。
2018年 - 11月17日泰國三菱宣布小改款，就外觀而言車頭導入家族特徵「Dynamic Shield」之造型設計，車尾燈改成直立式造型，並多出鍍鉻保險桿以應對碰撞安全法規；內裝而言則修改一些細節之處。首度導入的ADAS高級輔助駕駛系統包含FCM主動式智慧煞車輔助系統、BSW盲點偵測系統、LCA車道變換警示系統、RCTA後方交通警示系統、UMS前後四組超聲波誤加速抑制系統；此外高階車型加裝Multi-Around Monitor環景影像系統。動力維持2.4L直列四缸DOHC DI-D 4N15型渦輪增壓柴油引擎，變速箱從原先的五速自排升級成六速自排，前輪煞車的卡鉗與碟盤加大尺寸，後輪懸吊系統的避震器也增大尺碼。超選四輪驅動或Easy Select 4WD均新增越野模式，其控制旋鈕後方並新設HDC（Hill Descent Control）陡坡緩降系統的按鍵。
2022年 - 三菱Ralliart車隊以改裝的Triton參加自11月21日至26日、由泰國至柬埔寨的亞洲越野拉力賽。

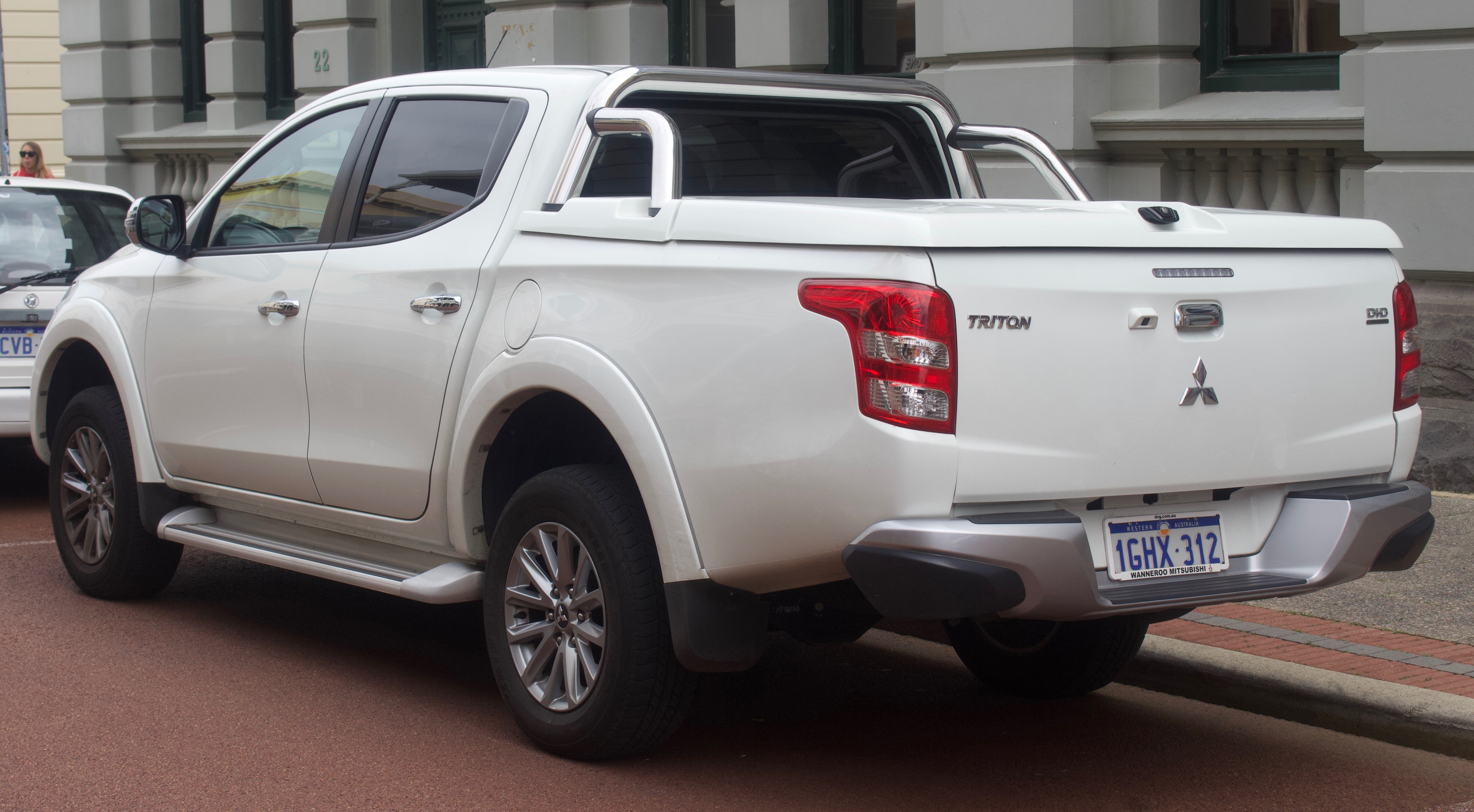
前期型車尾
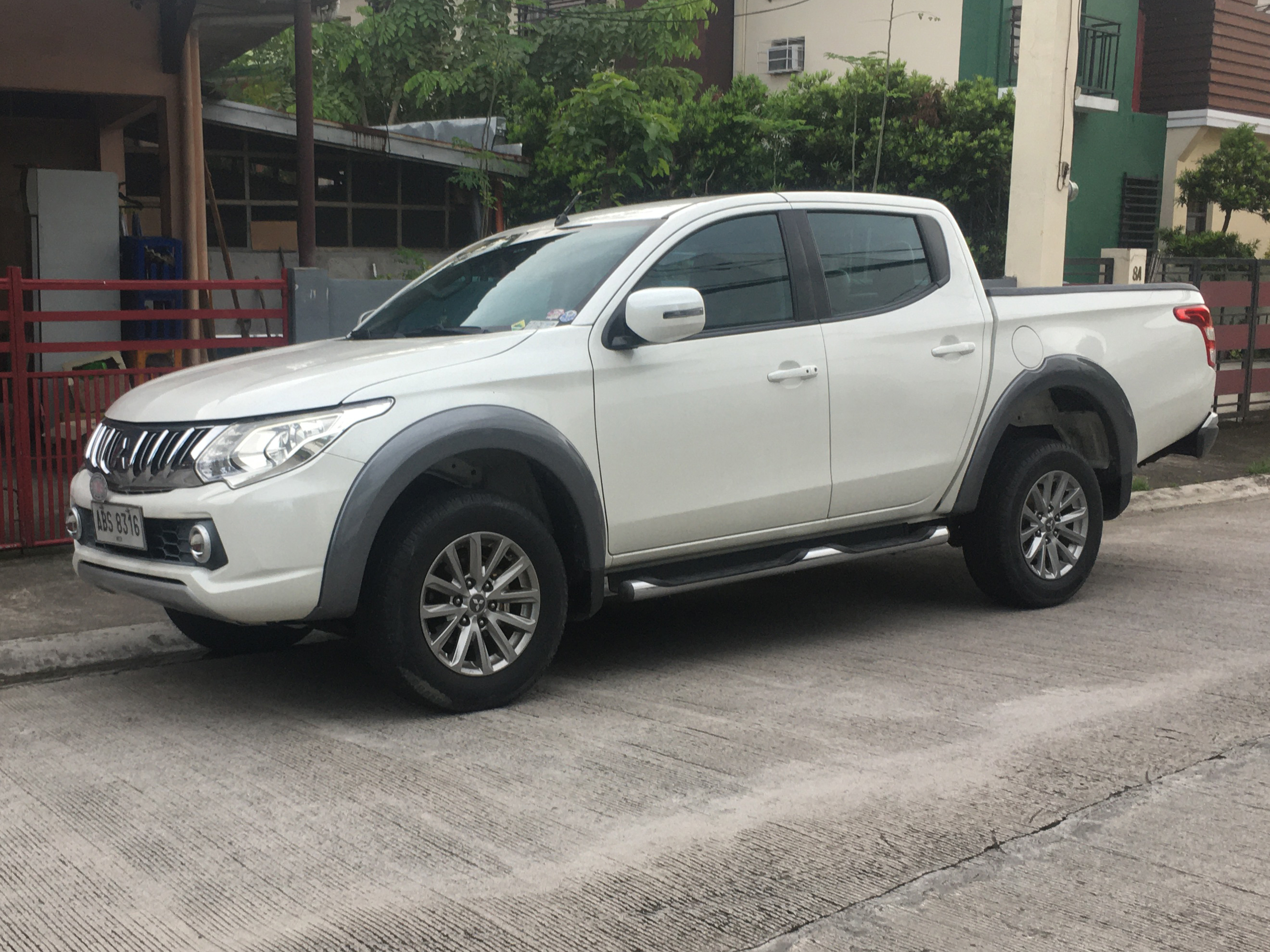
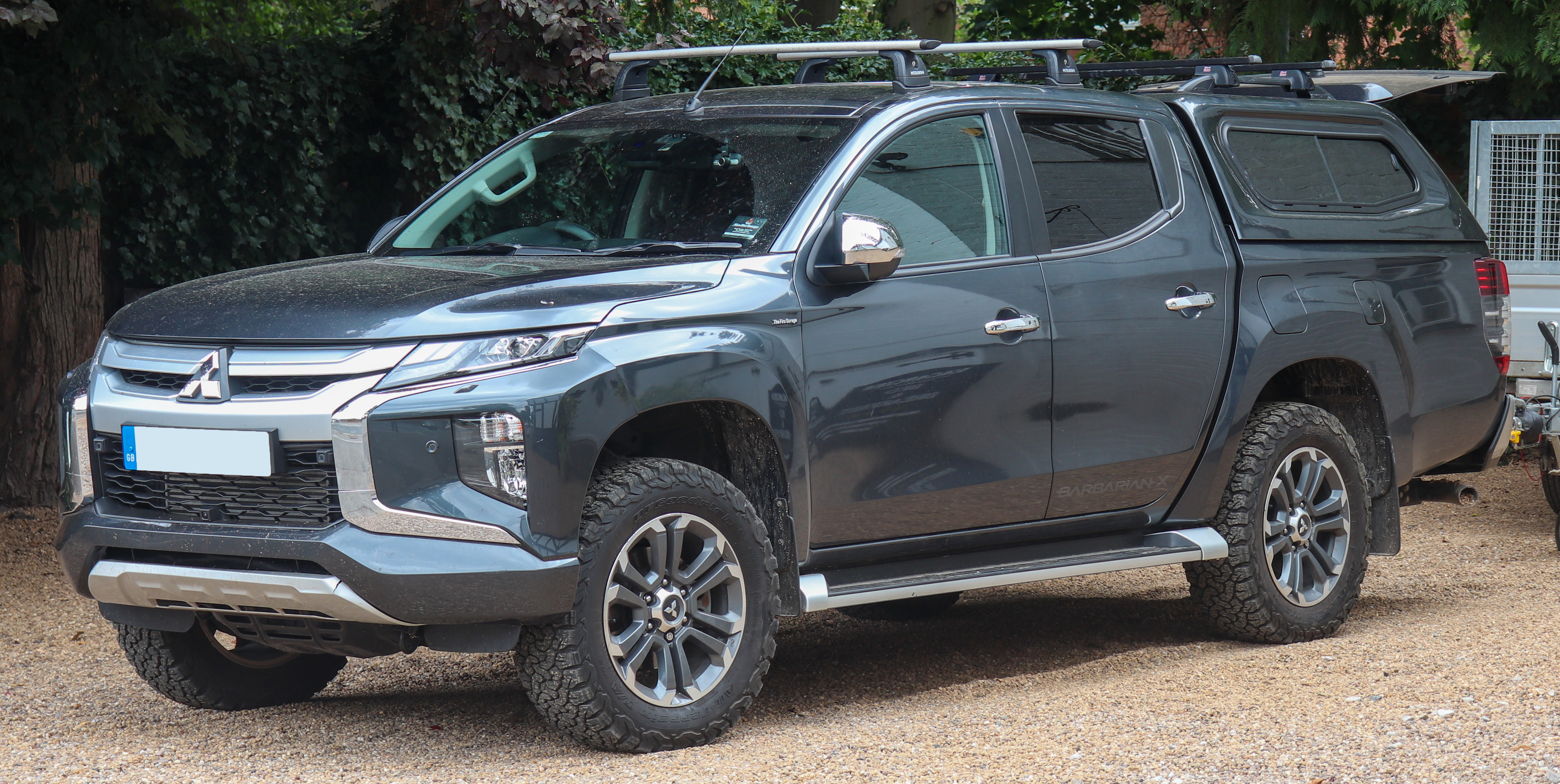
後期型車頭
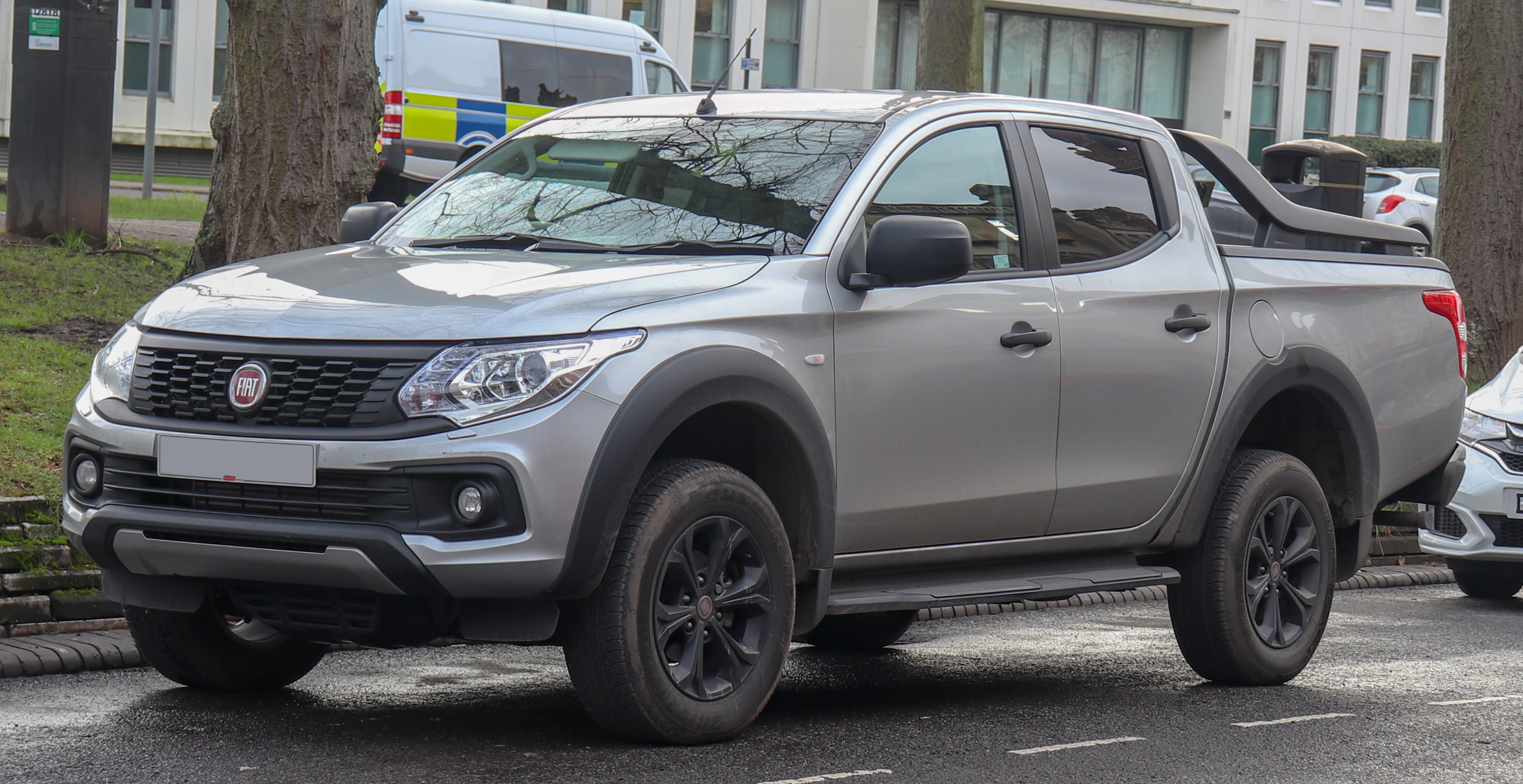
兄弟車飛雅特Fullback
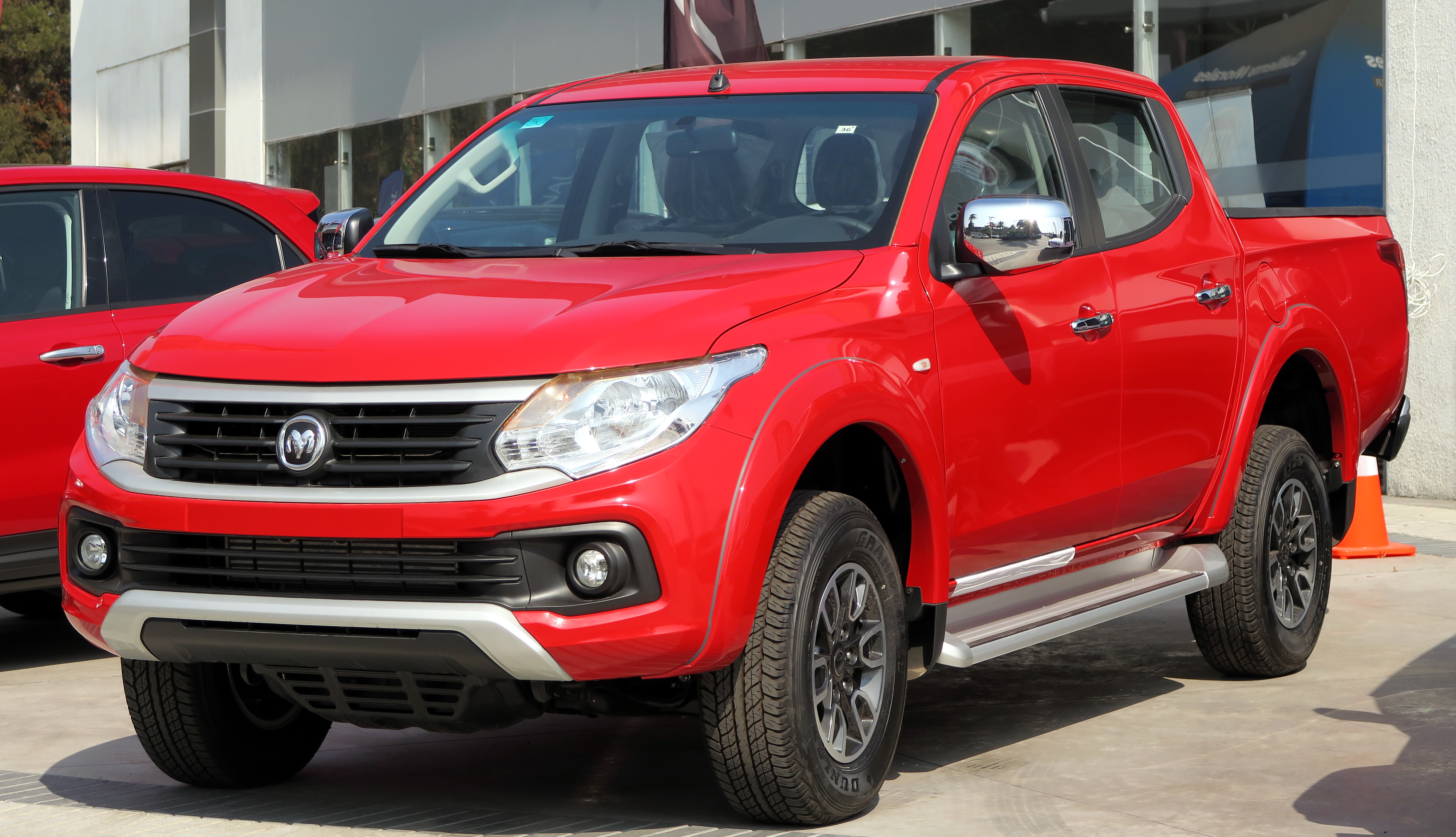
兄弟車Ram 1200
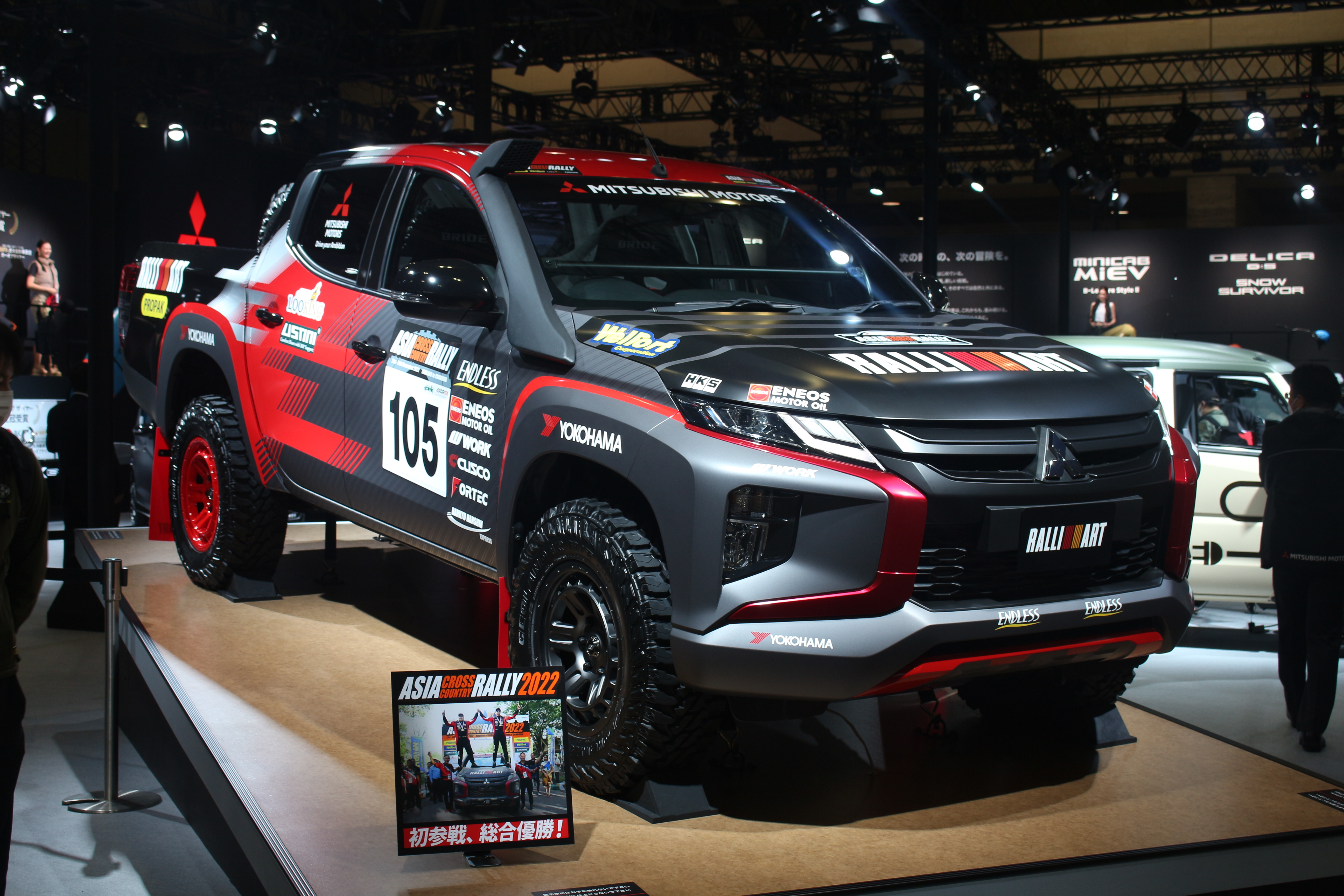
參加2022年度亞洲越野拉力賽的車輛

### 第六代LC2T系（2023年迄今）
2023年 - 7月26日泰國三菱汽車正式揭露大改款的第六代Triton，設計全新的底盤平台，車身採用高強度鋼材打造，車身重量比上一代輕盈，同時抗扭剛度也提高60%。車頭完整承襲先前發表過的XRT Concept概念車，以方正造型取代以往的「Dynamic Shield」家族特徵，頭燈形狀變得細長，且安裝三眼式LED燈組提升辨識度。車尾有斗大的三菱廠徽銘牌，兩側則是對稱的直立式尾燈。車尾貨斗離地高度降低45mm來到820mm，裝卸貨物時更加便利。內裝方面大刀闊斧重新設計，儀錶板導入大型彩色液晶行車資訊幕，但轉速表及時速表仍維持傳統類比式；中央觸控螢幕亦保留傳統實體按鍵及旋鈕。動力方面搭載2.4L直列四缸DOHC 4N16型渦輪增壓柴油引擎，依調校程度具備三種功率：150hp（110kW）、184hp（135kW）和204hp（150kW），峰值扭力則分別為330N·m、430N·m和470N·m，搭配六速自排或手排變速箱。越野能力方面搭載第二代超選四輪驅動系統搭配AYC主動式舵角控制器，具有2H（高速後驅）、4H（高速四驅）、4HLC（高速四驅+中央差速器鎖止）、4LLC（低速四驅+中央差速器鎖止），以及Normal、ECO、Gravel、Snow、Mud、Sand和Rock等七種駕駛模式；但是入門車型仍維持Easy Select分時四驅系統。不管2WD或4WD車型，均配有LSD限滑差速器。至於懸吊系統方面，則採用前輪雙A臂、後輪葉片彈簧之設定。
2024年 - 2月15日泰國三菱生產的第六代Triton正式於日本上市，採用雙廂四門4WD之設定、搭載最大馬力204hp的2.4L直列四缸DOHC 4N16型渦輪增壓柴油引擎，配合六速自排變速箱，依配備多寡區分成「GLS」和「GSR」等二種車型。

#### 獲獎紀錄
該車款曾獲得2023年度優良設計獎，2024年3月5日第六代Triton獲得德國iF產品設計獎。

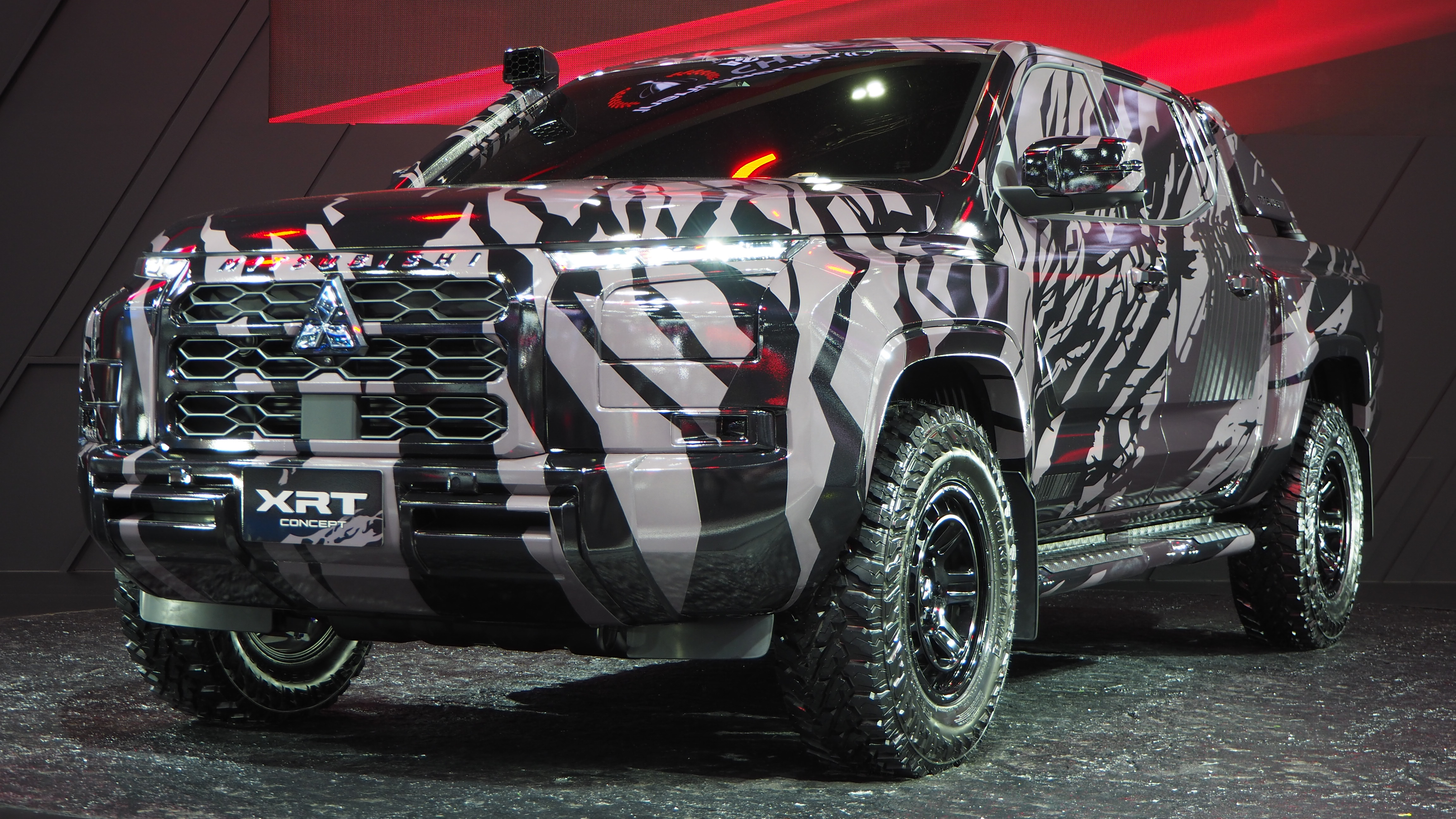
XRT概念車
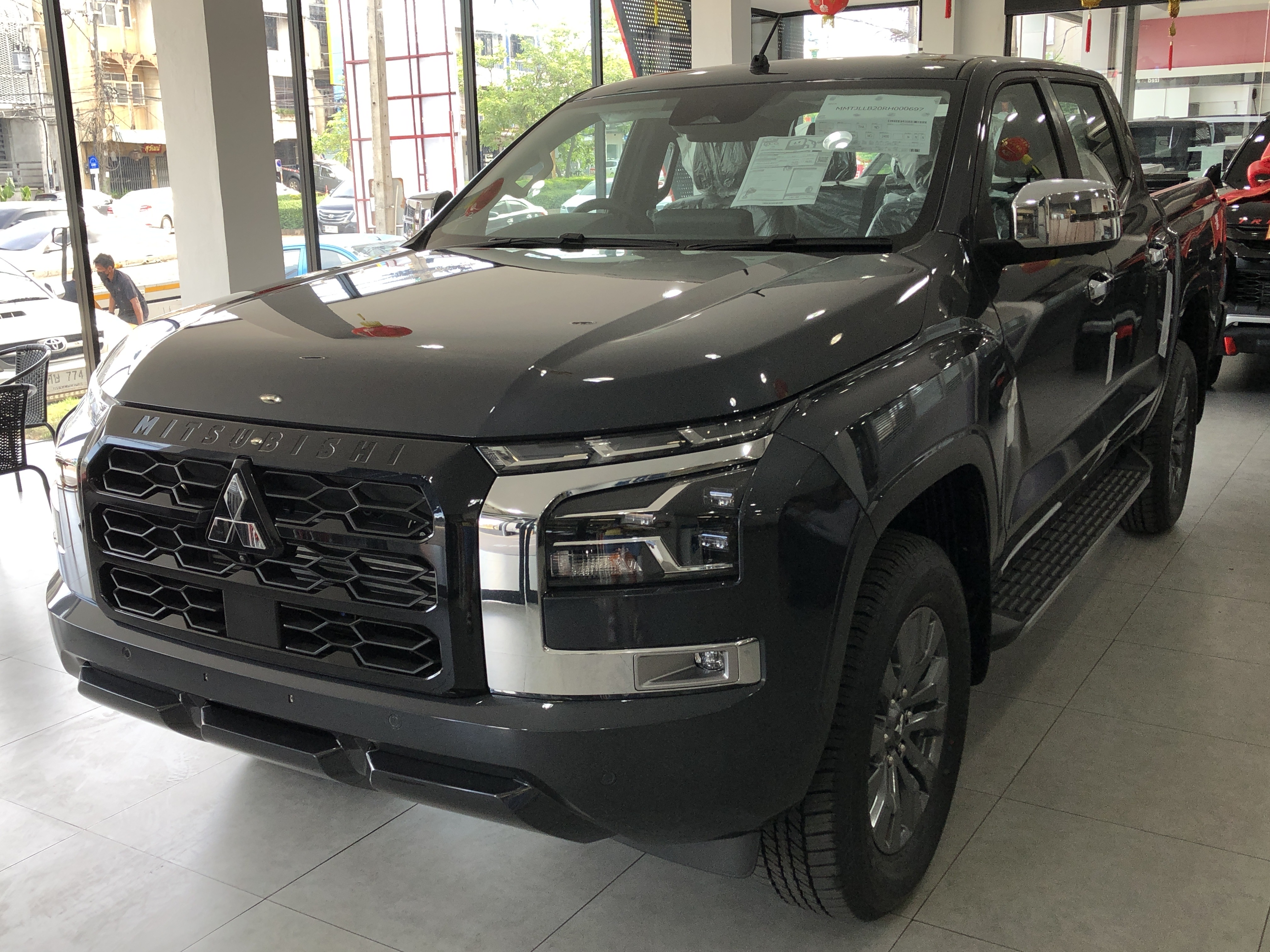
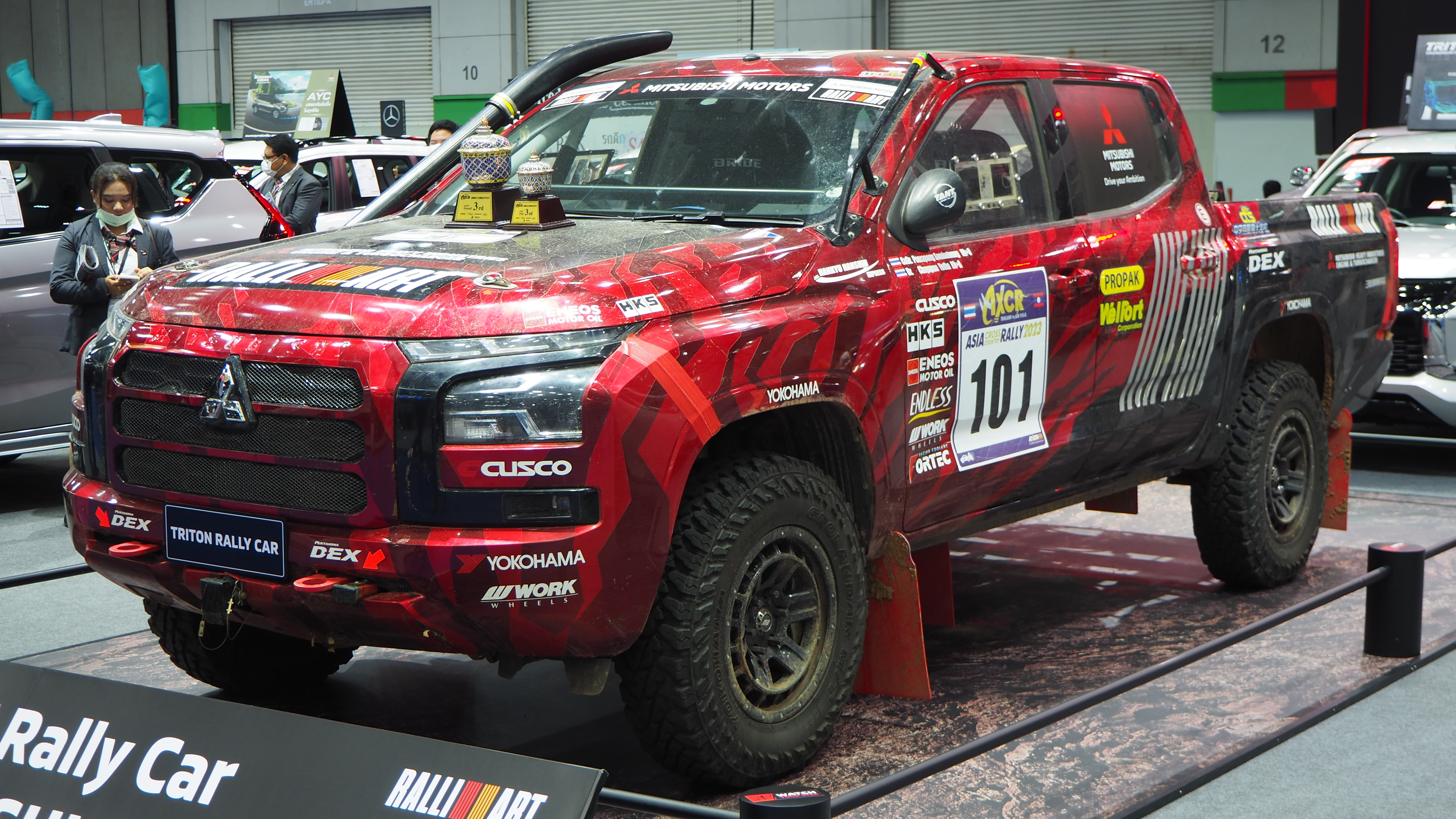

## 外部連結
- （英文）全球官方網站 （页面存档备份，存于）